# Lesung Batu (Pagar Gunung)
Lesung Batu is een bestuurslaag in het regentschap Lahat van de provincie Zuid-Sumatra, Indonesië. Lesung Batu telt 1330 inwoners (volkstelling 2010).